# Crocanthes thermobapta
Crocanthes thermobapta is een vlinder uit de familie van de Lecithoceridae. De wetenschappelijke naam van de soort is voor het eerst geldig gepubliceerd in 1920 door Lower.